# Nicola Caravita
Nicola Caravita, o Nicolò Caravita (Napoli, 24 maggio 1647 – Napoli, 22 novembre 1717), è stato un giurista e filosofo italiano.

## Biografia
Appartenente a una famiglia nobile di origine spagnola resa illustre in passato da insigni giureconsulti, Nicola Caravita fu fiscale della reale Giurisdizione e professore di diritto feudale all'università di Napoli. Compose il trattato Nullum ius romani pontificis in Regnum neapolitanum (1707), contro le pretese feudali della Santa Sede sul regno di Napoli; l'opera, che fu poi tradotta nel 1790 in lingua italiana (Niun diritto compete al sommo pontefice sul Regno di Napoli) da Eleonora Fonseca Pimentel, fu messa all'Indice nel 1714. Nicola Caravita ebbe inoltre l'incarico di raccogliere tutte le leggi del Regno in un Codice Filippino; il Codice Filippino, era tuttavia rimasto incompiuto per l'occupazione austriaca di Napoli nel 1707.
In filosofia fu seguace dell'antiaristotelismo di Leonardo Di Capua; la sua abitazione divenne il centro della diffusione della filosofia di Cartesio a Napoli. Titolo di merito di Nicola Caravita, come peraltro del figlio Domenico, è l'essere stato amico e protettore di Giambattista Vico, a favore del quale si adoperò per fargli ottenere la cattedra di retorica all'Università di Napoli e perché fosse accolto nell'Accademia Palatina.

## Opere
- Nicolò  Caravita, Niun diritto compete al sommo pontefice sul Regno di Napoli : dissertazione istorica-legale del consigliere Nicolò  Caravita ; tradotta dal latino, ed illustrata con varie note. Aletopoli (Napoli) : 1790 (on-line)
- Nicolò  Caravita, Ragioni a pro della fedelissima città e Regno di Napoli contr'al procedimento straordinario nelle cause del Sant'Officio, divisate in tre capi. Nel I si ragiona del grave pregiudicio della real giuridizione, Nel II si tratta dell'ordinaria maniera di giudicio, che tener si dee nel regno, e nel III si dimostra il pregiudicio, che fa alla real giuridizione, ed al regno un editto in cui si stabilisce il tribunal della 'nquisizione. Napoli, 109 (on-line)